# Casa Jaumitxu
Casa Jaumitxu o Çò de Jaumicho, és una casa del municipi de Vielha e Mijaran (Vall d'Aran). És un monument protegit com a Patrimoni Arquitectònic Català.

## Situació
Es troba al poble de Casarilh, a uns 3,5 km a l'est de Viella, al carrer d'era Palanca, número 4, a uns 70 metres a llevant de l'església de Sant Martí.

## Descripció
Casa de planta rectangular, i façana principal orientada a migdia. Consta de planta baixa i dos pisos. Al nord de la casa hi ha un pati. L'accés pel carrer es fa per un gran portal amb llinda monòlit sostinguda per dos mènsules. En aquestes hi ha gravada la data 1740. Aquest està cobert per un llosat a dues aigües, mentre que l'accés al pati es fa per mitjà d'una porta d'estil renaixentista. L'accés a l'habitatge és a través d'un portal de fàbrica, aixoplugat, que es desclou en la façana de ponent de la casa, ressolt amb grans blocs de pedra en els muntants,treballats en relleu a la part superior, i una notable llinda d'estructura irregular que duu en un rectangle la següent inscripció : JOAN V[i]DAL [escut] 1740. Aquest motiu heràldic conté una mena de cim triangular i sembla rematat, a la part superior per una esquemàtica corona. El pati interior, enreixat, organitza un conjunt format per un gran hort, diverses dependències pel bestiar de consum, i lògicament l'habitatge.

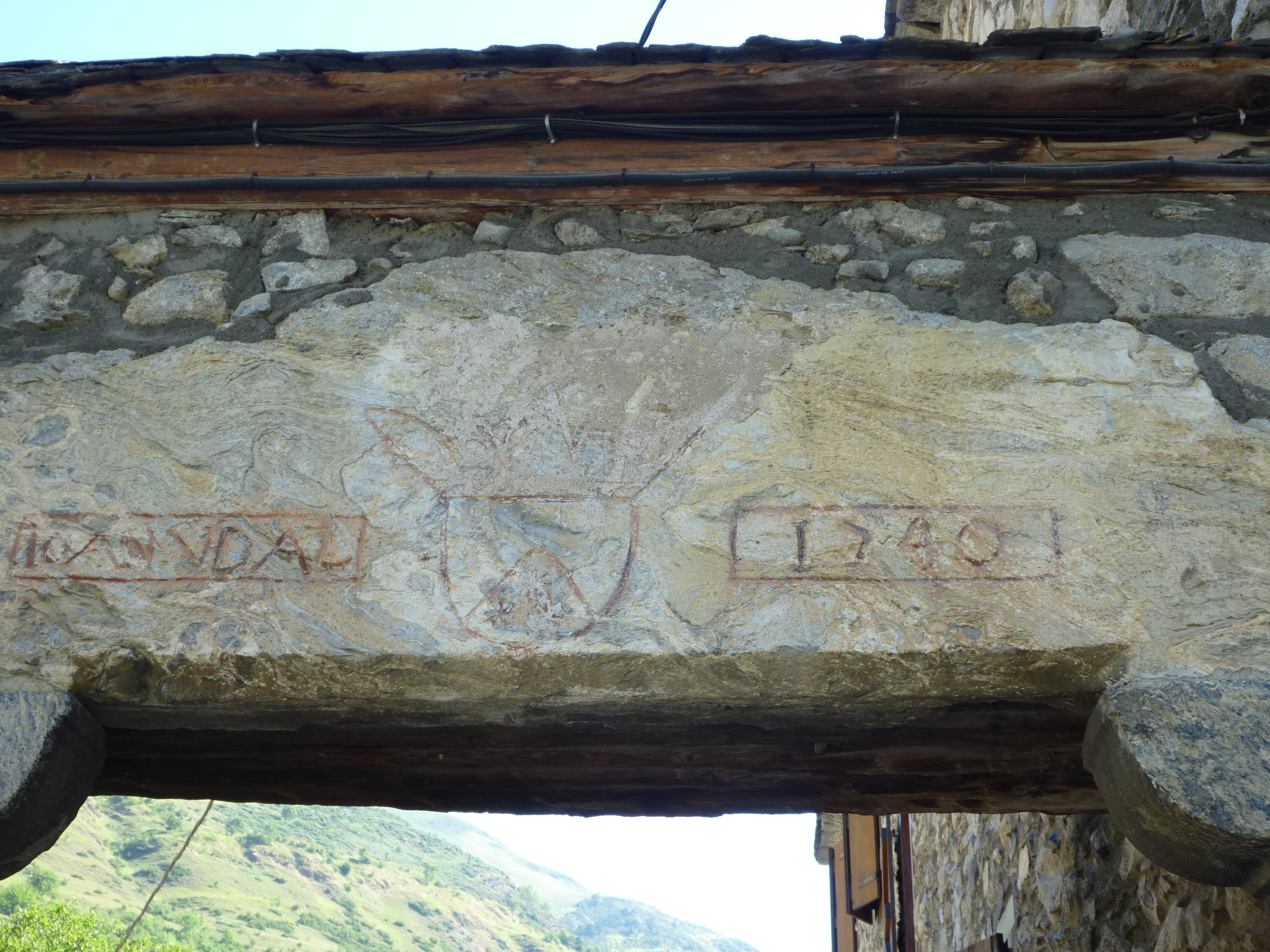
Inscripció a la llinda de la porta

Casal d'estructura rectangular, de dues plantes i "humarau", tal com defineixen les obertures, distribuïdes de manera simètrica a la façana. La coberta a tres aigües conserva l'estructura de fusta, i la teulada de pissarra; les llucanes tenen voladís de fusta treballada i, al damunt, una petita "capochia" d'un sol vessant, de forma rectangular, que en principi era destinada als coloms. La "capièra" és paral·lela a la façana, orientada a migdia. La porta d'accés consta de dues fulles de fusta amb una decoració gravada, dessota d'una tira de vidres per il·luminar l'interior, i d'un marc també resolt en fusta aïllat de la humitat per sengles daus de pedra en la base.